# Айлиль мак Фергуса
Айлиль мак Фергуса (др.‑ирл. Ailill mac Fergusa; погиб в 800) — король Лагора (Южной Бреги; 797—800) из рода Сил Аэдо Слане.

## Биография
Айлиль был одним из сыновей правителя Лагора Фергуса мак Фогартайга, умершего в 751 году. Он принадлежал к Уи Хернайг, одной из двух основных ветвей рода Сил Аэдо Слане. Брат Айлиля, Маэл Дуйн мак Фергуса, правил Лагором в 778—785 годах. Сам Айлиль унаследовал власть над Южной Брегой в 797 году, после смерти короля Куммаскаха мак Фогартайга.
О правлении Куммаскаха мак Фогартайга почти ничего не известно. По свидетельству ирландских анналов, он погиб, упав с коня. В записях об этом событии Куммасках наделяется титулом «король части Бреги» (др.‑ирл. rí Deiscert Breg; то есть Южной Бреги).
После гибели Айлиля мак Фергусы престол Лагора получил его брат Кернах.